# Insurgência no nordeste da Índia
Vários grupos estão envolvidos na insurgência no nordeste da Índia, os Estados do nordeste da Índia, estão ligados ao resto da Índia por uma estreita faixa de terra conhecida como o Corredor de Siliguri ou "pescoço de galinha". Grande parte da região é, nomeadamente étnica e linguisticamente diferente do resto da Índia. Na região operam vários grupos armados. Alguns grupos clamam por um Estado separado, outros pela autonomia, enquanto alguns grupos extremistas exigem nada mais que a total independência.
O Nordeste da Índia consiste sete estados (também conhecidos como as "Sete Irmãs"): Assão, Meghalaya, Tripurá, Arunachal Pradexe, Mizorão, Manipur e Nagalândia. As tensões existentes entre estes estados e o governo central, bem como entre os povos tribais, que são nativos desses estados, e os povos migrantes de outras partes da Índia.
Os estados têm acusado Nova Deli de ignorar as questões que lhes dizem respeito. É este sentimento que levaram os nativos desses estados a buscar uma maior participação na auto-governação. Há disputas territoriais entre Manipur com Nagalândia, Nagalândia com Assão, Meghalaya com Assão e Mizore com Assão, muitas vezes baseadas em disputas de fronteiras históricas e diferentes afinidades étnicas, tribais ou culturais. Tem havido uma série de atividades insurgentes e movimentos regionais em todas as partes do Nordeste, muitas vezes, operando em um único estado. A ação militar das forças armadas e paramilitares e a ação política levaram à escalada de ações insurgentes e as tentativas de resolução em Mizore.
Há um aumento das atividades insurgentes e movimentos regionais no Nordeste, especialmente nos estados de Assão, Nagalândia, Mizorão e Tripurá. A maioria dessas organizações exigem estatuto de Estado independente ou aumento da autonomia regional e soberania.
As tensões regionais têm recuado nos últimos tempos, com esforços indianos e governos estaduais concertados para elevar os padrões de vida da população nessas regiões. No entanto, a militância ainda existe na região.

## Assão
Assão tem sido o foco do ativismo por muitos anos devido a suas fronteiras montanhosas com Bangladesh e Butão. As principais causas dos atritos incluem agitação contra os estrangeiros na década de 1980 e as tensões latentes entre assameses e bodos. O estado de insurgência em Assão é classificado como muito ativo.
O conflito começou no final da década de 1970. Deriva da tensão entre os assameses e da negligência e da colonização interna pelo governo da Índia com seu o centro federal de Nova Delhi. Além disso, o Estado é rico em petróleo. O movimento separatista assamês já matou 12 mil membros do ULFA e 18.000 civis e membros de outros grupos.
No entanto, várias organizações compõem a insurgência, incluindo a Frente Unida de Libertação de Assão (ULFA), Exército de Libertação Nacional Adivasi, Frente de Libertação Karbi Longri NC Hills (KLNLF) e a Frente Nacional Democrática de Bodoland (NDFB). A ULFA é talvez o maior desses grupos, e uma dos mais antigos, fundado em 1979. A ULFA possui ou utiliza ligações com o Inter-Services Intelligence do Paquistão. Tem participado ativamente no negócio do narcotráfico. Também têm atacado trabalhadores migrantes que utilizam a língua Hindi .

## Manipur
Os grupos insurgentes em Manipur podem ser classificados como tribos das montanhas e dos vales. Enquanto os primeiros exigem a preservação de sua cultura tribal de influência externa, os últimos focam as suas exigências para a independência.
A longa tradição de independência de Manipur pode ser atribuída à fundação do Estado Kangleipak em 1110. O Reino de Manipur foi conquistado pela Grã-Bretanha após a breve Guerra Anglo-Manipuri de 1891, tornando-se um protetorado britânico.
Manipur tornou-se parte da União Indiana em 15 de outubro de 1949. A incorporação de Manipur pela Índia logo levou à formação de várias organizações insurgentes, buscando a criação de um Estado independente dentro das fronteiras de Manipur, e descartando a fusão com a Índia como involuntária.
Apesar do fato de Manipur se tornar um estado separado da União Indiana em 21 de janeiro de 1972, a insurgência continuou. Em 8 de setembro de 1980, Manipur foi declarada como uma área de perturbação, quando o governo indiano impôs a Lei das Forças Armadas (Poderes Especiais) de 1958; o ato atualmente permanece em vigor.
A ascensão paralela do nacionalismo naga na vizinha Nagalândia levou ao surgimento das atividades do Conselho Nacional Socialista de Nagalândia em Manipur. Os confrontos entre as facções de Isak-Muivah e Khaplang do Conselho Nacional Socialista de Nagalândia agravaram ainda mais as tensões, já que as tribos Kukis começaram a criar seus próprios grupos guerrilheiros para proteger seus interesses das supostas violações dos nagas. Escaramuças entre os dois grupos étnicos ocorreram durante a década de 1990. Outros grupos étnicos como os Paite, Vaiphei, Pangals e Hmars seguiram o exemplo estabelecendo grupos militantes.

## Nagalândia
Nagalândia foi criado em 1963 como o décimo sexto estado da União da Índia, antes era um distrito de Assão. Grupos insurgentes classificados como ativos, exigem principalmente a independência. O Conselho Nacional Naga liderado por Phiz foi o primeiro grupo de dissidentes em 1947 e em 1956 passou à clandestinidade.

## Tripura
Os grupos insurgentes em Tripura apareceram no final da década de 1970, devido às tensões étnicas entre os imigrantes bengalis e a população tribal nativa, que foram superados em número pelos primeiros vindos de outras partes da Índia e de Bangladesh, o que resultou em sua redução para a condição de minoria. Essa situação pôs em risco o desenvolvimento econômico, social, cultural, o que resultou em uma reivindicação para salvaguardar os direitos e as culturas tribais. Atualmente o conflito é muito ativo.
O conflito armado ocorre entre as forças governamentais e os rebeldes da Frente de Libertação Nacional de Tripura (em inglês: National Liberation Front of Tripura, NLFT) e a Força de Todos os Tigres de Tripura (All Tripura Tiger Force, ATTF), que afirmam representar o povo tripuri e a comunidade carente.  A NLFT foi fundada em 1989 e reivindica a independência de Tripura, enquanto o ATTF (fundado em 1990) é baseado na tribo Debbarma . Outro conflito eclodiu na região em 1950 .

## Meghalaya
Os problemas em Meghalaya são decorrentes da divisão entre as tribos e colonos não-indígenas, questões de identidade e corrupção crescente, e o receio das tribos nativas de serem reduzidas a uma minoria. O status de atividade é classificado como ativo.
O estado de Meghalaya foi separado do estado de Assão em 1971, a fim de satisfazer os Khasis, os Synteng e os Garos por um estado separado. A decisão foi inicialmente elogiada como um exemplo de integração nacional bem-sucedida na Índia.
Isso, no entanto, não impediu o surgimento da consciência nacional entre as populações tribais locais, levando depois a um confronto direto entre o nacionalismo indiano e os novos nacionalismos dos Garos e dos Khasis. Um aumento paralelo do nacionalismo nos outros membros dos Sete Estados Irmãos complicou ainda mais a situação, o que resultou em confrontos ocasionais entre grupos rebeldes.
O sistema estatal de distribuição de riqueza alimentou ainda mais os crescentes movimentos separatistas, uma vez que o financiamento é praticado através de transferências per capita, o que beneficia largamente o principal grupo étnico.
O primeiro grupo militante a emergir na região foi o Conselho de Libertação Hynniewtrep Achik. Foi formado em 1992, com o objetivo de proteger os interesses da população indígena de Meghalaya da ascensão da imigração não-tribal ("Dkhar").

## Mizore
As tensões em Mizore são baseadas entre assameses e mizos. Em 1986, os mizos firmaram a paz, enquanto que os guerrilheiros assameses, hmars, Chakma, brus, Pawisa, lasi e reangs ainda seguem ativos.

## Forças insurgentes
| Organização | Data (luta armada)              | Forças |
| --- | ------------------------------- | --- |
| Assão |                                 | |
| Frente Unida de Libertação de Assão ULFA (United Liberation Front of Assam) | (1979-atual)                    | 500-3.000 (1990) 4.000 (1991) 700-3.000 (1997) 1.000-3.000 (2000) 3.000-4.000 (2002) 2.500 (2003) 4.000 (2009) |
| Frente de Libertação de Karbi Longri e das Colinas de Cachar do Norte KLNLF (Karbi Longri North Cachar Hills Liberation Front)                                                     | (2004-atual)                    | 200 (2004) |
| Exército de Libertação Nacional Adivasi ou Exército de Libertação Nacional de Todo Adivasi ANLA (Adivasi National Liberation Army) ou AANLA (All Adivasi National Liberation Army) | 2006-atual                      | 20-100 (2006)                                                                                                  |
| Frente Nacional Democrática de Bodoland NDFB (National Democratic Front of Bodoland)                                                                                               | (1986-atual)                    | 1.500-3.500 (1998) 600-3.500 (2000) 2.000-3.500 (2003) 1.000 (2009)                                            |
| Solidariedade Democrática do Povo Unido UPDS (United People’s Democratic Solidarity)                                                                                               | (1999-2004)                     | 150 (2002) |
| Organização de Libertação de Kamtapur KLO (Kamtapur Liberation Organisation) | (1995-atual)                    | 60-300 (1995)                                                                                                  |
| Tigres de Libertação Bodos BLT (Bodo Liberation Tigers) | (1998-atual)                    | 3.000 (2003)                                                                                                   |
| Voluntários Nacionais Karbi KNV Karbi National Volunteers) | (1997-atual)                    | 50 (1997) |
| Força de Segurança Nacional Rabha RNSF (Rabha National Security Force) | (Anos 1990-2000)                | 120 (2000) |
| Organização de Libertação Koch-Rajbongshi KRLO (Koch-Rajbongshi Liberation Organisation)                                                                                           | (1995-1996)                     | 25 (1995) |
| Tigres de Libertação dos Muçulmanos Unidos de Assam MULTA (Muslim United Liberation Tigers of Assam)                                                                               | (1996-atual)                    | 1.500-2.500 (2002)                                                                                             |
| Frente Unida de Libertação do Vale de Barak ULFBV (United Liberation Front of Barak Valley)                                                                                        | (2002-atual)                    | 50 (2003) |
| Dima Halim Daogah (DHD) | 1995-2004                       | |
| Frente Revolucionária Nacional de Tiwa TNRF (Tiwa National Revolutionary Front) | 1996-atual                      | |
| Viúvas Negras Black Widow | 2003-atual                      | 300 (2008) |
| Força Cobra de Adivasi ACF (Adivasi Cobra Force) | Anos 1990-2002                  | 100 (2001) |
| Nagalândia |                                 | |
| Conselho Nacional Naga NNC (Naga National Council) | (1954-1963; 1969-1975)          | |
| Conselho Socialista Nacional da Nagalândia NCSN (National Socialist Council of Nagaland)                                                                                           | (1980-atual)                    | NCSN-IM: 600-1.500 (1992) 1.500-4.500 (1997) 4.500 (2000) 2.000 (2003) NSCN-K: 1.100 (1988) 2.000 (2000)       |
| Governo Federal Naga Naga Federal Government | (Anos 1970)                     | |
| Organização Nacional Kuki/Exército Nacional Kuki KNO/KNA (Kuki National Organisation/Kuki National Army)                                                                           | 1988-atual                      | 350 (2000) 600 (2005)                                                                                          |
| Exército Revolucionário Kuki KRA (Kuki Revolutionary Army) | 1999-atual                      | 150-450 (1999) 250 (2000)                                                                                      |
| Frente Nacional Kuki KNF (Kuki National Front) | 1988-atual                      | 300 (1997) 110 (2000) 400-500 (2005)                                                                           |
| Exército de Libertação Kuki KLA (Kuki Liberation Army) | 1992-atual                      | |
| Frente Unido de Libertação Kuki UKLF (United Kuki Liberation Front) | Anos 2000                       | 150 (2000) |
| Tripura |                                 | |
| Frente Nacional de Libertação de Tripura NLFT (National Liberation Front of Tripura)                                                                                               | (1989-atual)                    | 150-500 (1999) 800-1.500 (2000) 1.500 (2003)                                                                   |
| Força de Todos os Tigres de Tripura ATTF (All Tripura Tiger Force) | (1990-atual)                    | 1.600 (1993) 150-200 (1998) 500-600 (2003)                                                                     |
| Frente de Libertação Bengali Unida UBLF (United Bengali Liberation Front) | (1999-atual)                    | |
| Organização para a Libertação da Frente Tripura TLOF (Tripura Liberation Organisation Front)                                                                                       | (1992)                          | 218 (1992) |
| Manipur |                                 | |
| Frente Unida de Libertação Nacional UNLF (United National Liberation Front) | (1964-1990)                     | 600-800 (2000) 1.500 (2003)                                                                                    |
| Partido Popular Revolucionário de Kangleipak PREPAK (People’s Revolutionary Party of Kangleipak)                                                                                   | (1977-atual)                    | 200 (1993) 200-500 (2005)                                                                                      |
| Exército Popular de Libertação de Manipur PLA (People’s Liberation Army) | (1978-atual)                    | 1.000 (1991) 500-600 (2000) 1.500 (2003)                                                                       |
| Frente Popular Revolucionária RPF (Revolutionary People's Front) | (1978-1995)                     | 1.500 (1990)                                                                                                   |
| Partido Comunista de Kangleipak KCP (Kangleipak Communist Party) | 1980-atual                      | 100 (2006) |
| Kanglei Yawol Kanna Lup (KYKL) | 1994-atual                      | |
| Exército Republicano do Povo PRA (People’s Republican Army) | Anos 1990                       | |
| Organização Revolucionária Zomi/Exército Revolucionário Zomi ZRO/ZRA (Zomi Revolutionary Organisation/Zomi Revolutionary Army)                                                     | ZRO: 1993-atual ZRA: 1997-atual | |
| Megalaya |                                 | |
| Frente Popular de Libertação de Meghalaya PLF-M (People’s Liberation Front of Meghalaya)                                                                                           | (1992-1994)                     | |
| Conselho Nacional dos Voluntários Achik ANVC (Achik National Volunteer Council) | (1995-2004)                     | 20 (2004) |
| Força Elite de Libertação de Achik LAEF (Liberation of Achik Elite Force) | (2005-atual)                    | |
| Conselho de Liberação Nacional de Hynniewtrep HNLC (Hynniewtrep National Liberation Council)                                                                                       | (1992-atual)                    | 200 (2003) 300 (2010)                                                                                          |
| Mizorão |                                 | |
| Frente Nacional Mizo MNF (Mizo National Front) | (1961-1986)                     | 10.000 (1966)                                                                                                  |
| Convenção do Povo Hmar HPC (Hmar People's Convention) | (1986-1992)                     | |
| Convenção do Povo Hmar (Democracia) HPCD (Hmar People's Convention (Democracy)) | (1995-atual)                    | 100-150 (2003)                                                                                                 |
| Frente de Libertação Nacional Bru BNLF (Bru National Liberation Front) | (1996-atual)                    | 100 (1997) |
| Kanglei Yawol Kanna Lup (KYKL) | (1994-atual)                    | |
| Frente Revolucionária Zomi ZRF (Zomi Revolutionary Front) |                                 | |
| Arunachal Pradesh |                                 | |
| Força Dragão Arunachal ADF (Arunachal Dragon Force) | 1996-atual                      | 60 (1996) |